# Георгій Куція
Георгій Куція (груз. გიორგი კუცია; нар. 27 жовтня 1999, Тбілісі, Грузія) — грузинський футболіст, півзахисник рівненського «Вереса».

## Клубна кар'єра
Народився у столиці Грузії, Тбілісі. Вихованець молодіжної академії одного з найкращих місцевих клубів «Динамо» (Тбілісі), до якого приєднався 2014 року. 
«Динамо» (Тбілісі)
Наприкінці сезону 2016 року вперше викликаний до дорослої команди. У вищому дивізіоні чемпіонату Грузії дебютував 26 листопада 2016 року у переможному (1:0) виїзному матчі 14-го туру проти «Торпедо» (Кутаїсі), в якому вийшов на 89-й хвилині замість Вахтанга Чантурішвілі. У вище вказаному сезоні провів лише одну гру в чемпіонаті. Першим голом у чемпіонаті у динамівській футболці відзначився 1 червня 2017 року в переможному (4:1) виїзному поєдинку 16-го туру проти «Шукури». У сезоні 2017 року вже регулярно виходив на футбольне поле. Загалом провів 22 матчі чемпіонату, в яких відзначився одним голом. Наступний сезон 2018 року завершив із трьома голами та трьома результативними передачами в 19 матчах чемпіонату.
«Діла»
22 січня 2019 року перейшов в оренду до завершення сезону 2019 в «Ділу». Дебютував за нову команду 3 березня 2019 року в програному (0:1) поєдинку 1-го туру чемпіонату проти «ВІТ Джорджії» (Тбілісі). Першим голом за «Ділу» відзначився 24 травня у нічийному (1:1) матчі чемпіонату проти «Сабуртало» (Тбілісі). У клубі з Горі був безальтернативним гравцем основного складу, провів 30 матчів у чемпіонаті, у яких відзначився 4-ма голами та 4-ма результативними передачами.
«Работнічкі»
24 січня 2022 року відданий в оренду до кінця сезону македонським «Работнічкам», за які провів в підсумку 11 матчів в рамках чемпіонату. Після завершення турніру повернувся до лав тбіліського «Динамо».
«Лієпая»
1 січня 2023 року відправився в оренду до латвійської «Лієпаї». За два сезони в еліті латвійського футболу провів за команду 44 матчі і відзначився трьома влучними ударами. 
«Верес»
6 липня 2024 року підписав 3-річний контракт з рівненським «Вересом». Дебютував за рівнян в Прем'єр-лізі 18 серпня того ж року домашнім матчем проти криворізького «Кривбасу» (0:2), замінивши на 62-й хвилині Віталія Дахновського.

## Кар'єра в збірній
З жовтня 2015 року по березень 2016 року провів вісім матчів за юнацьку збірну Грузії (U-17). З командою U-19 брав участь у домашньому чемпіонаті Європи (U-19) в липні 2017 року, де зіграв у всіх трьох поєдинках і посів із командою третє місце у групі. З вересня 2017 року виступав за молодіжну збірну Грузії.

## Статистика виступів

### Клубна
Станом на 14 червня 2024 року.
| Сезон                  | Команда                | Чемпіонат              | Чемпіонат | Чемпіонат | Нац. кубок | Нац. кубок | Нац. кубок | Конт. кубок | Конт. кубок | Конт. кубок | Інші кубки | Інші кубки | Інші кубки | Загалом | Загалом |
| Сезон                  | Команда                | Змаг.                  | Матчі     | Голи      | Змаг.      | Матчі      | Голи       | Змаг.       | Матчі       | Голи        | Змаг.      | Матчі      | Голи       | Матчі   | Голи    |
| ---------------------- | ---------------------- | ---------------------- | --------- | --------- | ---------- | ---------- | ---------- | ----------- | ----------- | ----------- | ---------- | ---------- | ---------- | ------- | ------- |
| 2016                   | «Динамо» (Тбілісі)     | ЛУ                     | 1         | 0         | КГ         | 0          | 0          | ЛЄУ         | 0           | 0           |            | -          | -          | 1       | 0       |
| 2017                   | «Динамо» (Тбілісі)     | ЛЕ                     | 22        | 1         | КГ         | 3          | 0          |             | -           | -           |            | -          | -          | 25      | 1       |
| 2018                   | «Динамо» (Тбілісі)     | ЛЕ                     | 19        | 2         | КГ         | 2          | 0          | ЛЄУ         | 0           | 0           |            | -          | -          | 21      | 2       |
| Усього за «Динамо»     | Усього за «Динамо»     | Усього за «Динамо»     | 42        | 3         |            | 5          | 0          |             |             |             |            |            |            | 47      | 3       |
| 2019                   | «Діла» (Горі)          | ЛЕ                     | 30        | 4         | КГ         | 1          | 0          |             | -           | -           |            | -          | -          | 31      | 4       |
| Усього за «Ділу»       | Усього за «Ділу»       | Усього за «Ділу»       | 30        | 4         |            | 1          | 0          |             |             |             |            |            |            | 31      | 4       |
| 2020                   | «Динамо» (Тбілісі)     | ЛЕ                     | 13        | 2         | КГ         | 1          | 0          | ЛЧУ+ЛЄУ     | 1+1         | 0           | СГ         | 1          | 0          | 17      | 2       |
| 2021                   | «Динамо» (Тбілісі)     | ЛЕ                     | 34        | 1         | КГ         | 1          | 0          | ЛЧУ+ЛКУ     | 2+2         | 0           | СГ         | 1          | 0          | 40      | 1       |
| січ.-лип. 2022         | «Работнічкі»           | 1Л                     | 11        | 0         |            | -          | -          |             | -           | -           |            | -          | -          | 11      | 0       |
| Усього за «Работнічкі» | Усього за «Работнічкі» | Усього за «Работнічкі» | 11        | 0         |            | 0          | 0          |             | 0           | 0           |            | 0          | 0          | 11      | 0       |
| 2022                   | «Динамо» (Тбілісі)     | ЛЕ                     | 12        | 0         |            | 2          | 0          | ЛКУ         | 1           | 0           |            | 0          | 0          | 15      | 0       |
| Усього за «Динамо»     | Усього за «Динамо»     | Усього за «Динамо»     | 101       | 6         |            | 9          | 0          |             | 7           | 0           |            | 2          | 0          | 119     | 6       |
| 2023                   | «Лієпая»               | ВЛ                     | 32        | 2         |            | 3          | 0          |             | -           | -           |            | -          | -          | 35      | 2       |
| 2024                   | «Лієпая»               | ВЛ                     | 12        | 1         |            | -          | -          |             | -           | -           |            | -          | -          | 12      | 1       |
| Усього за «Лієпая»     | Усього за «Лієпая»     | Усього за «Лієпая»     | 44        | 4         |            | 3          | 0          |             | 0           | 0           |            | 0          | 0          | 47      | 3       |
| Усього за кар'єру      | Усього за кар'єру      | Усього за кар'єру      | 186       | 13        |            | 13         | 0          |             | 7           | 0           |            | 2          | 0          | 208     | 13      |

## Досягнення
«Динамо» (Тбілісі)
- Ліга Еровнулі
  -  Чемпіон (2): 2020, 2022

- Суперкубок Грузії
  -  Володар (1): 2021